# Неембуку
Неембуку (на испански: Ñeembucú) е един от 17-те департамента на южноамериканската държава Парагвай. Намира се в югозападната част на страната. Площта му е 12 147 квадратни километра, а населението – 90 287 души (по изчисления за юли 2020 г.).

## Райони
Неембуку е разделен на 16 района, някои от тях са:
1. Алберди
2. Десмочадос
3. Пилар